# 슈가에코
슈가에코(영어: SugarEco)는 대한민국의 친환경 세제 전문 기업이며, 대표이사는 정세훈이다. 자사 주력 제품인 주방세제와 세탁세제 등을 코코넛과 옥수수로 만든 슈가계계면활성제를 사용하여 생산하고 있다.

## 주요 제품
- 주방세제
- 세탁세제
- 섬유유연제
- 욕실세정제
- 다목적세정제
- 핸드워시
- 헤어용품
- 반려동물세정제
- 유아용 화장품